# Tiger Mask
Tiger Mask (タイガーマスク, Taigā Masuku) é uma série de mangá japonesa escrita por Ikki Kajiwara e ilustrada por Naoki Tsuji. A série foi publicada pela primeira vez na Bokura Magazine, da Kodansha de 1968 a 1971 e mais tarde publicada na Weekly Shōnen Magazine de 1970 a 1971. Mais tarde, foi adaptado para uma série de anime da Toei Animation, que foi ao ar pela primeira vez na Yomiuri TV em 2 de outubro de 1969 e terminou em 30 de setembro de 1971, exibindo 105 episódios. Na vida real, o nome foi usado por uma sucessão de personagens japoneses profissionais de luta livre como um gimmick. A personalidade Tiger Mask é instantaneamente reconhecível por sua máscara de marca registrada, projetada para se parecer com a cabeça de um tigre, bem como a combinação de ataques voadores altos e artes marciais no ringue.

## Enredo
Tiger Mask, cujo nome verdadeiro era Naoto Date, era um temido lutador heel nos Estados Unidos, que era extremamente cruel no ringue. No entanto, ele se tornou um face depois de voltar ao Japão, quando um garoto disse que queria ser um vilão como Tiger Mask quando crescesse. O menino residia em um orfanato, o mesmo em que Tiger Mask cresceu durante sua infância. Sentindo que não queria que o garoto idolatrasse um vilão, Tiger foi inspirado a ser um lutador heroico.
O principal antagonista do mangá e do anime foi o Tiger's Den, uma organização misteriosa que treinou os jovens para serem lutadores vilões, sob a condição de que eles dessem metade de seus ganhos à organização. Tiger Mask já foi um membro do Tiger's Den sob o nome "Yellow Devil", mas não queria mais nada com eles, doando seu dinheiro ao orfanato. Isso enfureceu o líder da organização e ele enviou numerosos assassinos, incluindo outros lutadores profissionais, para puni-lo.
Em Tiger Mask II (タイガーマスク二世), um novo oponente chamado "Outer Space Mask" entra no ringue sem representar nenhuma federação de luta livre. Tatsuo Aku, que já foi uma criança órfã da "casa das crianças", era fã de Naoto. Ele usaria a máscara de seu velho herói para se tornar o novo Tiger Mask.

## Personagens

### Tiger Mask e seus companheiros
Naoto Date (伊達 直人, Date Naoto) / Tiger Mask (タイガーマスク, Taigā Masuku)
- Dublado por: Kei Tomiyama, Katsuji Mori (ep. 32 ~ 39)

Kentaro Takaoka (高岡 拳太郎, Takaoka Kentarō) / Yellow Devil (イエロー・デビル, Ierō Debiru)
- Dublado por: Ryouichi Tanaka

Daigo Daimon (大門 大吾, Daimon Daigo) / Mister Fudo (ミスター不動, Misutā Fudo)
- Dublado por: Kazuya Tatekabe

Toranosuke Arashi (嵐 虎之介, Arashi Toranosuke)
- Dublado por: Yonehiko Kitagawa

The Great Zebra (ザ・グレイト・ゼブラ, Za Gureito Zebura)
- Dublado por: Shingo Kanemoto

### Chibikko House
Akira Wakatsuki (若月晃, Wakatsuki Akira)
- Dublado por: Kenji Nakagawa

Ruriko Wakatsuki (若月 ルリ子, Wakatsuki Ruriko)
- Dublado por: Nana Yamaguchi (ep. 1 ~ 77), Michiko Nomura (ep. 78 ~ 105)

Kenta (健太)
- Dublado por: Masako Nozawa

Yoshio Sasaki (佐々木芳夫, Sasaki Yoshio)
- Dublado por: Masako Taki (ep. 1 ~ 55), Noriko Watanabe (ep. 56 ~ 105)

Chappy (チャッピー, Chappī)
- Dublado por: Sachiko Chijimatsu

Gaboten (ガボテン)
- Dublado por: Keiko Yamamoto

Mikuro (ミクロ)
- Dublado por: Kazuko Sugiyama

Yoko Takaoka (高岡洋子, Takaoka Yōko)
- Dublado por: Reiko Katsura

### Tiger's Den
Mister X (ミスターＸ, Misutā X)
- Dublado por: Hidekatsu Shibata

Mister X é o principal antagonista da série.
Boss (ボス, Bosu) / Miracle 3 (ミラクル3, Mirakuru 3) / Tiger the Great (タイガー・ザ・グレイト, Taigā za Gureito)
- Dublado por: Taimei Suzuki

O Boss é o líder do Tiger's Den. Ele faz sua primeira aparição disfarçada como o lutador incrivelmente forte Miracle 3, o único lutador com total supremacia nas três habilidades fundamentais (força, velocidade e movimentos ilegais). Miracle 3 vence todas as lutas de maneira clara e correta, estudando o estilo de Tiger Mask contra alguns lutadores escolhidos por ele. Quando ele finalmente luta com Tiger Mask, ele reassume seu antigo nome: Tiger, the Great.
Big Tiger (ビッグ・タイガー, Biggu Taigā)
- Dublado por: Yonehiko Kitagawa

Black Tiger (ブラック・タイガー, Burakku Taigā)
- Dublado por: Kenji Nakagawa

King Tiger (キング・タイガー, Kingu Taigā)
- Dublado por: Masao Nakasone

O terceiro mestre do Tiger's Den. Ele foi considerado o lutador mais forte de todos os tempos. Ele foi forçado a se aposentar porque ninguém era capaz de lutar com ele de maneira uniforme. Além de sua técnica considerável, o King Tiger é o mestre absoluto dos movimentos ilegais. Sua luta com Tiger Mask rapidamente se transforma em um verdadeiro banho de sangue.

### Outros personagens
Anunciante de Televisão
- Dublado por: Keiichi Noda

Anunciante e narrador do Ringue.

### Personagens deTiger Mask II
| Name                    | Dublado por       |
| ----------------------- | ----------------- |
| Tatsuo Aku / Tiger Mask | Hideyuki Hori     |
| Midori Ariyoshi         | Chiyoko Kawashima |
| Antonio Inoki           | Banjo Ginga       |
| Arman Hassan            | Chikao Otsuka     |
| Junko Tachibana         | Mami Koyama       |
| Kazuya Tachibana        | Satomi Majima     |
| Hinode Sports Desk      | Chikao Otsuka     |
| Ishimatsu               | Kaneto Shiozawa   |
| Saiga                   | Hideyuki Tanaka   |
| Mina Saiga              | Chisato Nakajima  |
| Ichiro Furutachi        | Kōji Yada         |

## História da publicação
O mangá foi criado originalmente para a Bokura Magazine em 1968 por Ikki Kajiwara e Naoki Tsuji. O mangá seria reimpresso pelos quadrinhos da Kodansha e disponibilizado em Hong Kong. Outras versões incluem a Sankei Comics e o Kodansha KC Special. O anime seria televisionado nacionalmente no Japão, enquanto dois filmes seriam construídos a partir da reutilização de imagens da série. A maior parte do ambiente e dos personagens era fictícia, mas lutadores profissionais da vida real como Antonio Inoki, Giant Baba, Michiaki Yoshimura, Kintaro Ohki e Seiji Sakaguchi também foram incluídos no mangá e no anime.
Em 3 de março de 2016, o New Japan Pro Wrestling anunciou o renascimento da série de anime Tiger Mask. A série, intitulada Tiger Mask W, estreou na TV Asahi em outubro de 2016. Atualmente, ele também está sendo transmitido no Crunchyroll, marcando-o como o primeiro anime Tiger Mask disponível para os telespectadores americanos. Esta nova série é a sequela exclusiva da versão anime e ignora completamente Tiger Mask II, o que confirma a morte de Naoto Date como no mangá. De fato, esta morte não está confirmada.

## Adaptações

### Filmes
Os filmes foram intitulados como tal em inglês quando exportados para fora do Japão. Eles não são traduções oficiais.
| Título em Japonês             | Título em Inglês                                       | Data de Lançamento    | Tipo  |
| ----------------------------- | ------------------------------------------------------ | --------------------- | ----- |
| タイガーマスク                | Tiger Mask                                             | 1970                  | filme |
| タイガーマスク ふく面リーグ戦 | Tiger Mask: War against the League of Masked Wrestlers | 19 de julho de 1970   | filme |
| タイガーマスク                | Tiger Mask                                             | 9 de novembro de 2013 | filme |

### Jogos eletrônicos
Enquanto o personagem Tiger Mask apareceu em vários videogames de luta livre, como Fire Pro Wrestling D, Toukon Retsuden 3, Sunday vs Magazine: Shūketsu! Chōjō Daikessen e Virtual Pro Wrestling 64, os videogames não se baseiam diretamente na história do mangá ou anime.
A série de videogames Tekken tem um personagem chamado King, que é uma homenagem a Tiger Mask, exceto que King usa uma máscara de onça.
O Street Fighter II, em seus estágios iniciais de design conceitual, teve uma homenagem muito semelhante à Tiger Mask em sua lista de personagens.
Na série de jogos Yo-Kai Watch, um yokai chamado Machonyan usa uma máscara de tigre.
Pokémon Sun & Moon introduziu o Incineroar, o "Pokémon Heel", exibindo elementos de um tigre e um lutador. Também é um personagem jogável em Super Smash Bros. Ultimate.

## Influências culturais
- No início dos anos 80, os bookers da promoção New Japan Pro Wrestling licenciaram o personagem e criaram um Tiger Mask da vida real, originalmente interpretado por Satoru Sayama, para ajudar a impulsionar sua divisão júnior de pesos pesados.[6]
- Em 2010 e 2011, várias pessoas no Japão doaram para lares de crianças e outros centros de assistência social usando o nome "Naoto Date" como apelido.[7]